# Thlaspi sylvium
Thlaspi sylvium là một loài thực vật có hoa trong họ Cải. Loài này được Gaudin miêu tả khoa học đầu tiên năm 1829.